# Натансон, Георгий Григорьевич
Гео́ргий Григо́рьевич Натансо́н (23 мая 1921 года, Казань, ТАССР — 17 декабря 2017 года, Москва, Россия) — советский и российский режиссёр театра и кино, сценарист и драматург; народный артист РФ (1994), лауреат Государственной премии СССР (1977). Режиссёр киностудии «Мосфильм».

## Биография
Георгий Натансон родился 23 мая 1921 года в Казани. Мать — Лидия Львовна Натансон — была оперной певицей, отец — Григорий Иосифович Натансон — экономистом (в дальнейшем — профессор Института имени Плеханова в Москве, погиб в ополчении в 1941 году под Ельней). В 1939 году окончил московскую среднюю школу № 12 и поступил во ВГИК, но занятия пришлось прервать в связи с призывом в Красную Армию — началась Великая Отечественная война. После одного учения заболел двухсторонним воспалением лёгких. После выздоровления дважды проходил ВВК. Заключение: к воинской службе не пригоден. В 1941 году с началом войны ВГИК был эвакуирован в Алма-Ату. В Алма-Ату эвакуировалась и вся семья Г. Г. Натансона. Член ВКП(б) с 1947 года.

## Творческий путь
С 1941 по 1943 годы работал ассистентом режиссёра Центральной объединённой киностудии художественных фильмов (ЦОКС) в Алма-Ате, куда во время Великой Отечественной войны была также эвакуирована киностудия «Мосфильм». В 1944 году окончил режиссёрский факультет ВГИКа в мастерской Л. В. Кулешова и А. С. Хохловой с дипломной работой — фильмом по рассказу О. Генри «Гроза». Свой творческий путь начал на киностудии «Мосфильм» в 1941 году в должности ассистента режиссёра, а позднее — второго режиссёра у таких классиков отечественного кино, как И. Пырьев («Секретарь райкома» (1942) и «В 6 часов вечера после войны» (1944), А. П. Довженко («Мичурин» (1948), А. Л. Птушко («Садко» (1952), Б. В. Барнет («Аннушка» (1959), А. А. Тарковский («Иваново детство» (1962).
В 1956 году, посмотрев спектакль «Необыкновенный концерт», Георгий Натансон уже как кинорежиссёр-постановщик поставил совместно с С. В. Образцовым сатирическую картину «Небесное создание», отмеченную Гран-при на Международном кинофестивале в Венеции. В следующем году вышел фильм «Белая акация» по одноимённой оперетте И. О. Дунаевского. В 1960 году выходит снятый совместно с А. В. Эфросом фильм «Шумный день» по пьесе В. С. Розова «В поисках радости». Фильм имел большой успех, за два месяца его посмотрели более 18 миллионов зрителей.
В последующие годы одна за другой вышли киноленты «Всё остаётся людям» (1962) с Н. К. Черкасовым в главной роли, «Палата» (1964). Экранизация «Старшей сестры» (1966) по пьесе А. М. Володина с участием Т. В. Дорониной, И. М. Чуриковой, Н. М. Теняковой, В. М. Соломина завоевала всеобщее признание (22,5 миллиона зрителей). На декаде советских фильмов в Риме и Милане эта картина пользовалась успехом, а в СССР Татьяна Доронина была признана лучшей актрисой года.
Далее Натансон снял «Ещё раз про любовь» (1968) (премия на МКФ в Картахене (Колумбия), «Посол Советского Союза» (1969), «За всё в ответе» (1972), «Повторная свадьба» (1975), «Они были актёрами» (1981), «Поёт Елена Образцова» (1982), «Валентин и Валентина» (1985) по пьесе М. М. Рощина, «Аэлита, не приставай к мужчинам» (1988) по пьесе Э. С. Радзинского, «Взбесившийся автобус» (1990). В 1970-е годы активно работал как театральный режиссёр.
Большинство кинолент Георгия Натансона — экранизации произведений современных драматургов и писателей — В. С. Розова, А. В. Софронова А. М. Володина, М. Рощина, С. И. Алешина, Э. С. Радзинского, — при этом сам режиссёр выступал соавтором сценария. У Георгия Натансона снимались Татьяна Доронина, Наталья Тенякова, Наталья Егорова, Александр Домогаров, Марина Зудина, Анна Тихонова.
В последние годы включился в работу в жанре документального кино, работал над художественно-публицистической трилогией о М. А. Булгакове, вышли две части — «Я вернусь…» и «Михаил Булгаков на Кавказе». Участвовал в коллективном творческом проекте — киноальманахе «Москва, я люблю тебя!».
Жил и работал в Москве.
Скончался 17 декабря 2017 года в Москве на 97-м году жизни. Прощание и похороны прошли 21 декабря на Троекуровском кладбище. Соболезнования в связи с кончиной режиссёра выразили Председатель Правительства России Дмитрий Медведев и мэр Москвы Сергей Собянин

## Общественная позиция
В марте 2014 года подписал обращение деятелей культуры Российской Федерации в поддержку политики президента Путина по Украине и Крыму.

## Семья
Жена — Мария (Мира) Михайловна Лузгина (умерла в 1995 году).
- Дочь — Марина Георгиевна Лузгина (22 декабря 1944 — 27 сентября 2020) — советский и российский кинорежиссёр, член Союза кинематографистов России. Её муж — Василий Евгеньевич Вучетич, художник, сын Евгения Вучетича.
  - Внучка — Анастасия (Ася) Вучетич[10], руководитель творческой группы агентства BBDO Moscow. Окончила факультет дизайна в РГХПУ имени С. Г. Строганова.

## Фильмография

### Режиссёр
- 1944 — Гроза (дипломная работа)
- 1956 — Небесное созданье (мультипликационный)
- 1958 — Белая акация
- 1960 — Шумный день
- 1962 — Всё остаётся людям
- 1964 — Палата
- 1966 — Старшая сестра
- 1968 — Ещё раз про любовь
- 1969 — Посол Советского Союза
- 1972 — За всё в ответе
- 1975 — Повторная свадьба
- 1981 — Они были актёрами
- 1983 — Наследство
- 1985 — Валентин и Валентина
- 1988 — Аэлита, не приставай к мужчинам
- 1990 — Взбесившийся автобус
- 2010 — Москва, я люблю тебя! (новелла «Письмо бабушке Уйне»)

### Сценарист
- 1981 — Они были актёрами (совм. с В. В. Орловым)
- 1984 — Наследство (совм. с А. В. Софроновым)
- 1985 — Валентин и Валентина (совм. с М. М. Рощиным)
- 1988 — Аэлита, не приставай к мужчинам (совм. с М. М. Рощиным)
- 1990 — Взбесившийся автобус (совм. с Н. Кривомазовым при уч. Д. Маркиша)
- 2002 — Я вернусь… Путешествие Михаила Булгакова в Крым (совм. с В. Навроцким)
- 2004 — Михаил Булгаков на Кавказе (совм. с С. И. Алешиным)

### Ассистент режиссёра
- 1942 — Секретарь райкома, реж. И. А. Пырьев (помощник пиротехника)
- 1944 — В 6 часов вечера после войны, реж. И. А. Пырьев
- 1946 — Адмирал Нахимов, реж. В. И. Пудовкин
- 1948 — Мичурин, реж. А. П. Довженко
- 1950 — Смелые люди, реж. К. К. Юдин
- 1953 — Садко, реж. А. Л. Птушко
- 1954 — Морской охотник, реж. В. В. Немоляев
- 1959 — Аннушка, реж. Б. В. Барнет
- 1962 — Иваново детство, реж. А. А. Тарковский

## Признание и награды
- Медаль «За доблестный труд в Великой Отечественной войне 1941-1945 гг.»
- Медаль «В ознаменование 100-летия со дня рождения Владимира Ильича Ленина» (1970 год)[11]
- Орден «Знак Почёта» (1971 год)
- Почётное звание «Заслуженный деятель искусств РСФСР» (30 октября 1981 года)
- Почётное звание «Народный артист Российской Федерации» (11 апреля 1994 года) — за большие заслуги в области киноискусства[12]
- Орден Почёта (3 апреля 2002 года) — за многолетнюю плодотворную деятельность в области культуры и искусства, большой вклад в укрепление дружбы и сотрудничества между народами[13]
- Юбилейная медаль «60 лет Победы в Великой Отечественной войне 1941—1945 гг.» (2005 год)
- Почётная грамота Кабинета Министров Украины (2006 год) — за весомый личный вклад в развитие киноискусства, многолетнюю самоотверженную работу, высокий профессионализм[14]
- Орден «За заслуги перед Отечеством» IV степени (3 октября 2007 года) — за большой вклад в развитие отечественного киноискусства и многолетнюю творческую деятельность[15]
- Юбилейная медаль «65 лет Победы в Великой Отечественной войне 1941—1945 гг.» (2010 год)[16]
- Золотая медаль имени С. Ф. Бондарчука «За выдающийся вклад в кинематограф» МКФ «Золотой Витязь» (2010 год)
- Медаль имени Михаила Чехова (2013 год, Дом русского зарубежья имени Александра Солженицына)

## Профессиональные премии
- 1956 — Почётный диплом VIII Международного кинофестиваля детских и юношеских фильмов в Венеции за кукольный фильм «Небесное создание»
- 1958 — Диплом I Международного фестиваля кукольных и анимационных фильмов в Бухаресте за кукольный фильм «Небесное создание»
- 1969 — Гран-при «За мастерство режиссуры и высокие моральные качества» на Международном кинофестивале в Картахене (Колумбия) за фильм «Ещё раз про любовь»
- 1977 — Государственная премия СССР в области литературы, искусства и архитектуры 1977 года — за спектакль «Они были актерами» в Крымском государственном русском драматическом театре имени М. Горького[17].
- 1999 — Приз Правительства Москвы и Дома Ханжонкова в номинации «За долголетнее и плодотворное служение московскому кино»
- 2001 — Диплом и премия VII Российского кинофестиваля «Литература и кино» в г. Гатчине в номинации «За прекрасные режиссёрские открытия актёров и создание глубоких, незабываемых образов в экранизациях отечественной литературы»
- 2003 — Премия города Москвы 2003 года в области литературы и искусства — за художественно-публицистический документальный фильм «Я вернусь»[18].
- 2004 — Премия Национальная академия кинематографических искусств и наук России «Золотой орёл» в номинации «Неигровое кино» за фильм «Михаил Булгаков на Кавказе»